# Переносна радіостанція

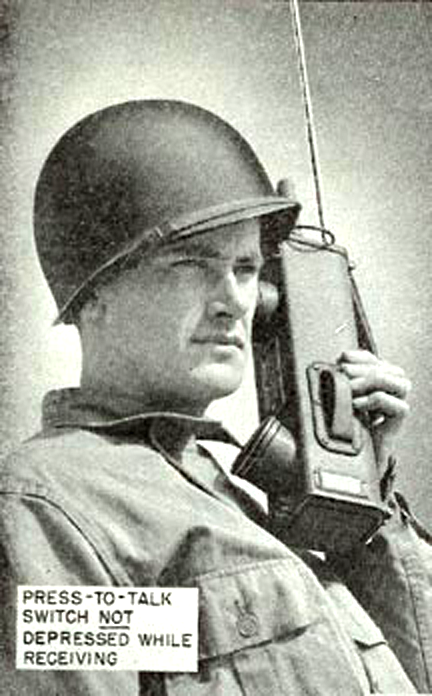
Радіостанція SCR-536, розроблена у 1940 році компанією Galvin Manufacturing (наразі Motorola).

Переносна радіостанція або портативна радіостанція (також вживається помилкова скорочена назва рація) (англ. Walkie-talkie) — переносний приймально-передавальний радіопристрій (радіостанція).
У 1930-ті і 1940-ві роки радіостанцією нерідко називали будь-яку приймально-передавальну радіостанцію, у тому числі і стаціонарну.
Під «переносними радіостанціями», зазвичай, маються на увазі портативні або мобільні трансивери, призначені для оперативного зв'язку, у той час, як термін «радіостанція» застосовується для позначення і приймально-передавальної радіостанції, і тільки передавальної (радіомовні радіостанції).
Активний розвиток портативних радіостанцій стався під час Другої світової війни, а основний внесок внесли Дональд Гінґз (англ. Donald Hings), радіоінженер Альфред Ґросс (англ. Alfred J. Gross), і група інженерів компанії Motorola. Переносні радіостанції спочатку створювалися для використання в армії, але після війни набули поширення в повсякденному житті, а також у комерційних цілях.
Першою переносною радіостанцією, яку прозвали «Walkie-Talkie» («ходилка-говорилка»), став армійський трансивер Motorola SCR-300, що носився у рюкзаку. Ця модель була створена командою інженерів з Galvin Manufacturing Company (попередник компанії Motorola) в 1940 році. У цю команду входив Ден Нобль (англ. Daniel E. Noble), який і задумав цей проект із застосуванням частотної модуляції, Реймонд Йодер (англ. Raymond Yoder), Генрік Магнускі (англ. Henryk Magnuski), Маріон Бонд (англ. Marion Bond), Ллойд Морріс (англ. Lloyd Morris) і Білл Вожель (англ. Bill Vogel).
Під час Другої світової війни Motorola випустила більш компактну модель SCR-536, яку можна було носити в руці, але все одно вона залишалася дуже незручною. Прозвали її «Handie-Talkie». За якістю зв'язку вона поступалася першій моделі.

## Застосування
У різних умовах експлуатації (залежно від рівня електромагнітних перешкод, рельєфу місцевості, наявності перешкод (міська забудова), дерев (поле чи ліс — різні умови зв'язку)) оптимальні радіостанції різної потужності і різних діапазонів частот.
Не буває універсальних, «ідеальних» портативних радіостанцій, що підходять для будь-яких умов експлуатації.

## Галерея

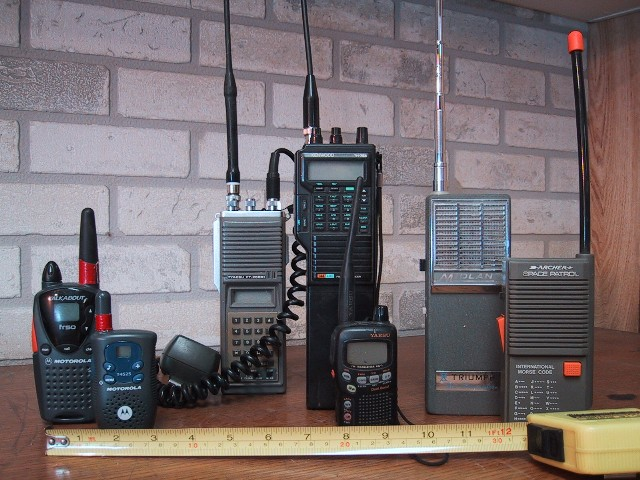
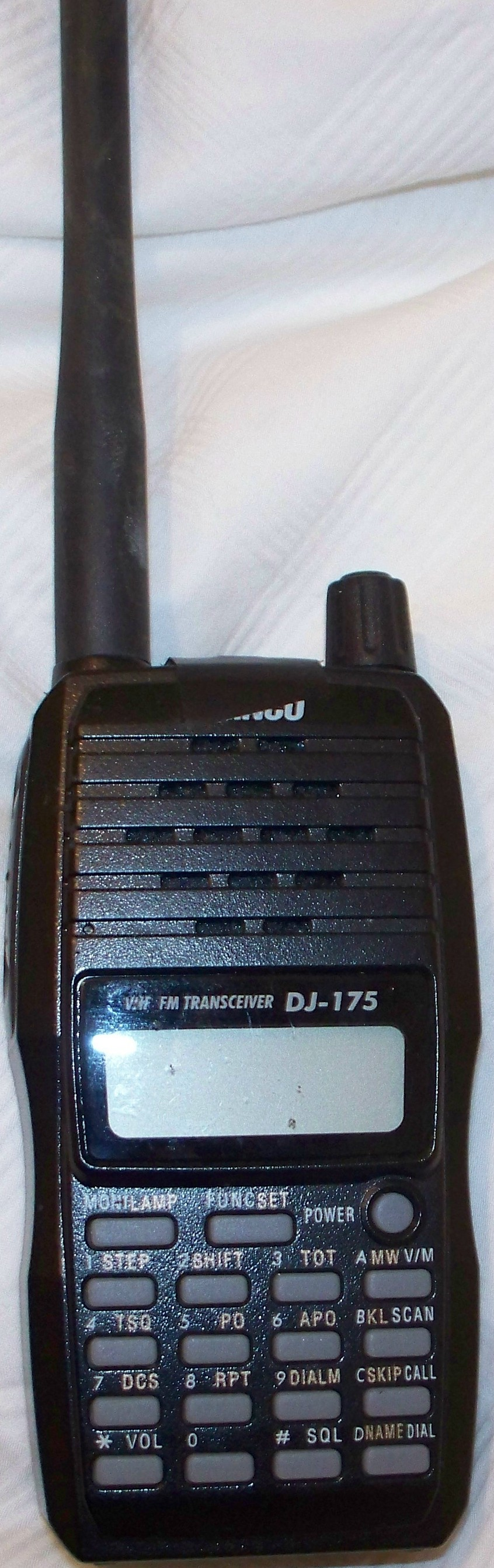
Портативний трансивер на 144 МГц фірми Alinco
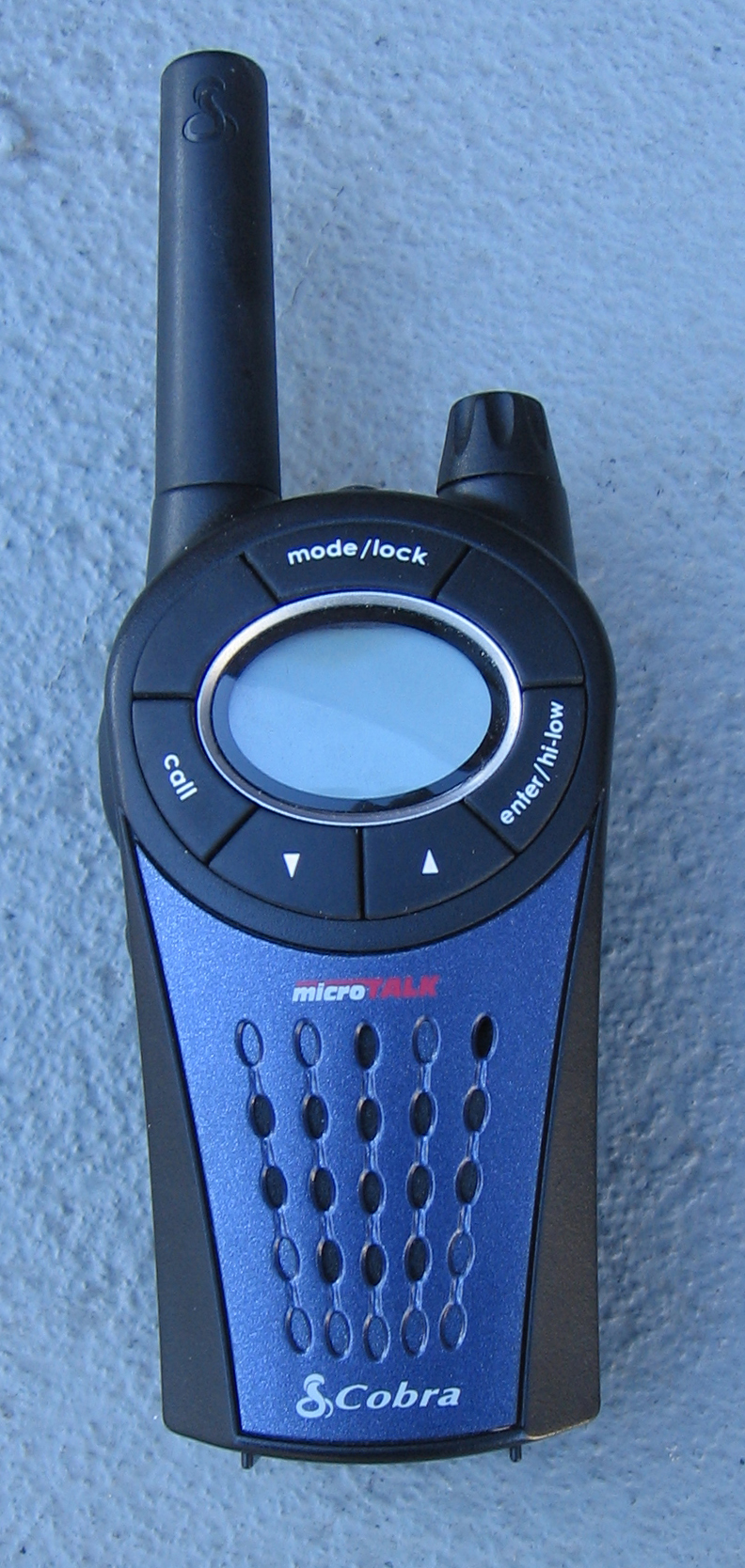
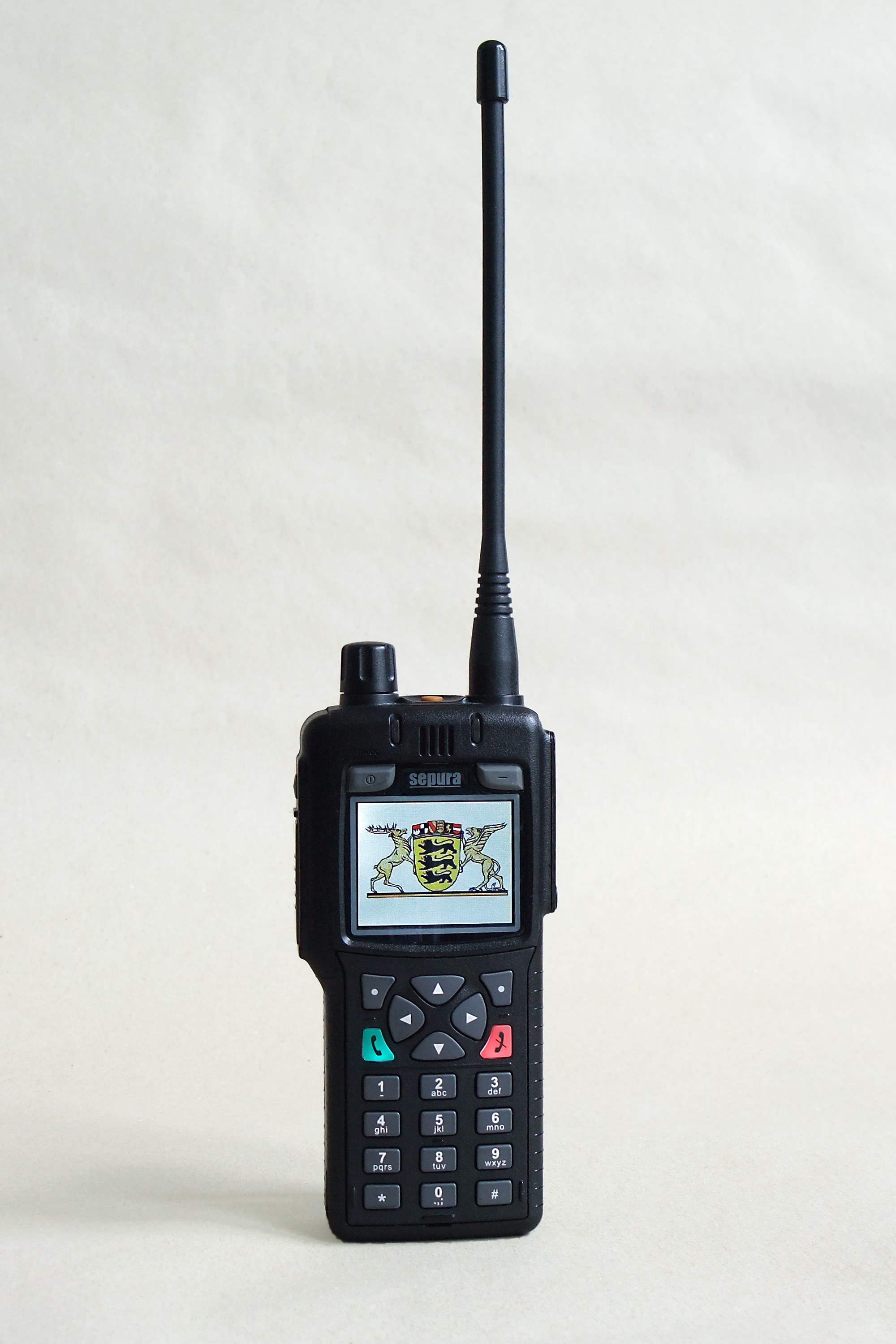
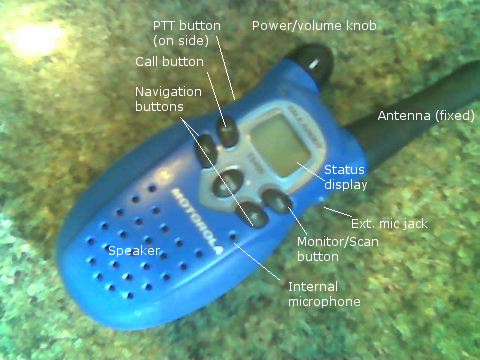
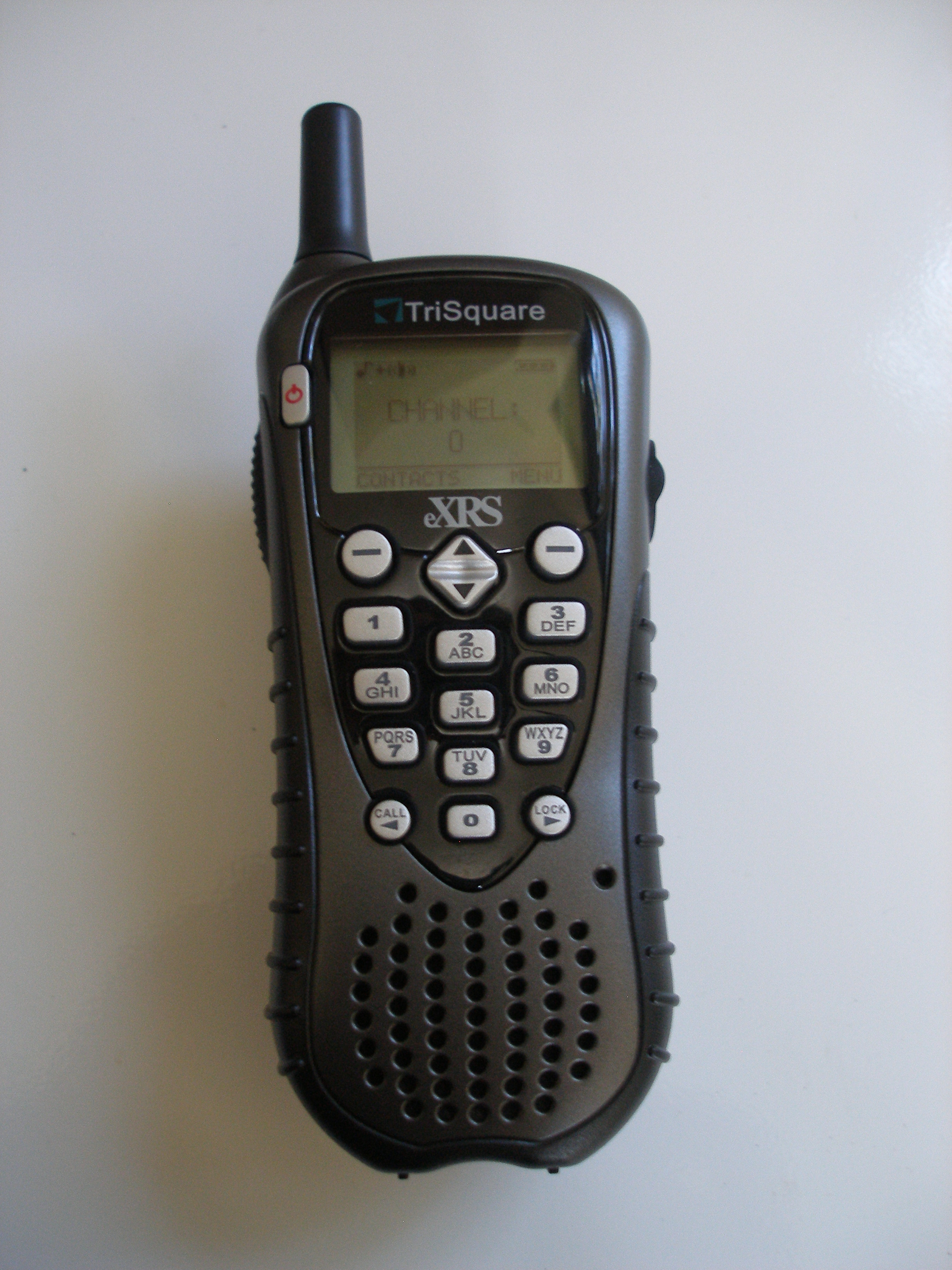
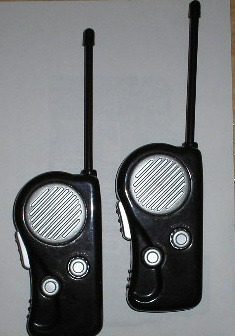
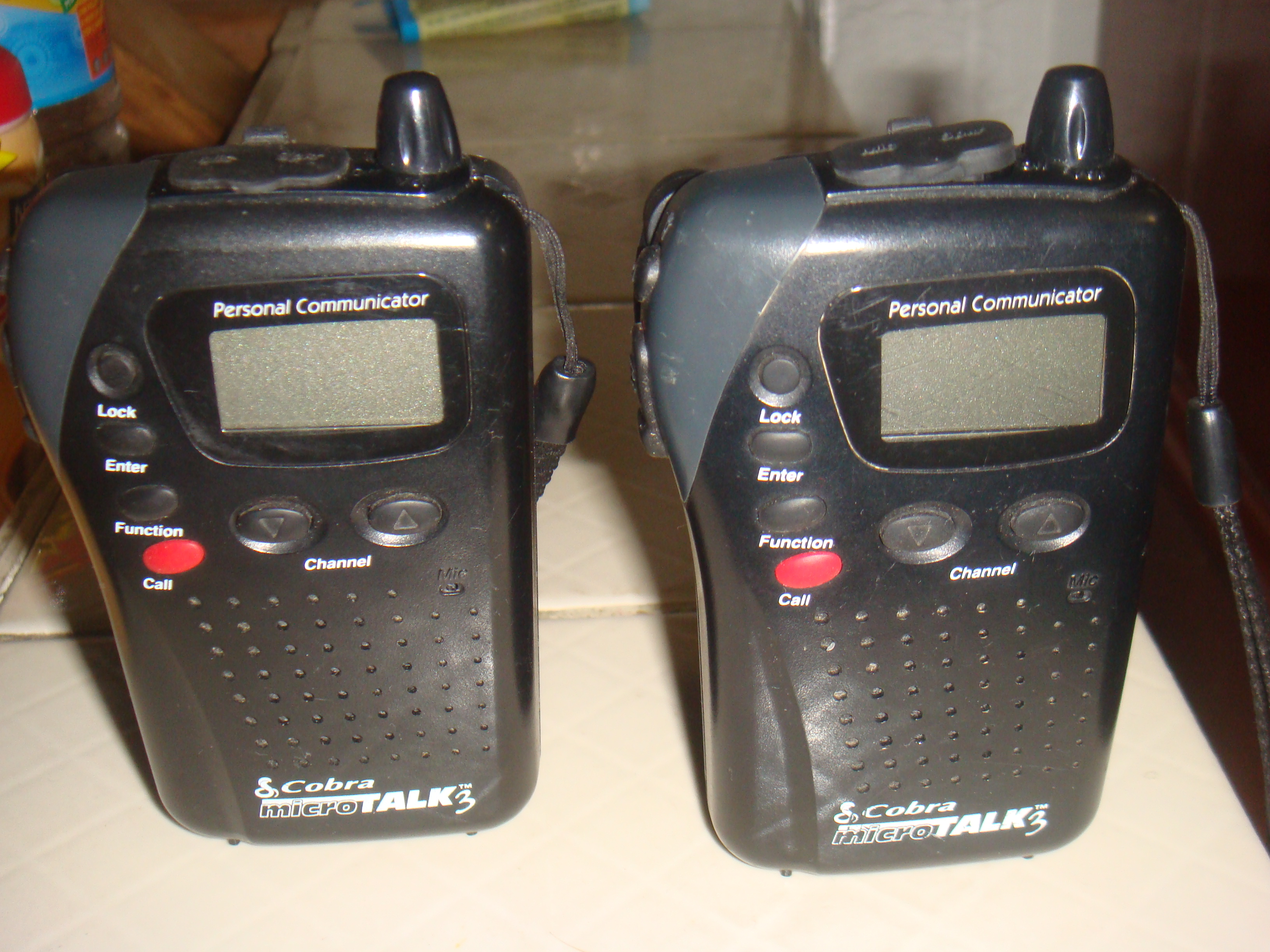